# オルディス・ホッジ
オルディス・アレクサンダー・バジル・ホッジ（Aldis Alexander Basil Hodge, 1986年9月20日 - ）は、アメリカ合衆国出身の俳優。

## 略歴
ノースカロライナ州オンスロー群生まれ。父親はヴァージン諸島内セント・トーマス島出身で、両親は共にアメリカ海兵隊出身。
2歳で『セサミストリート』への出演、3歳からは兄のエドウィン・ホッジと共に雑誌の広告モデルとして登場。
両親の離婚後、母と兄妹の四人でニューヨークとニュージャージーとを移り歩く生活の中、9歳からブロードウェイの舞台出演を経て、1995年の『ダイ・ハード3』出演以降、ゲストとしてTVドラマや映画への出演を重ねてゆく（なお、『ダイ・ハード』シリーズで異なる役で複数の作品に出演を果たしているのは彼とアンソニー・ペックのみである）。
アートセンター・カレッジ・オブ・デザインで学び、時計のデザイン・執筆・絵画製作も行っている。

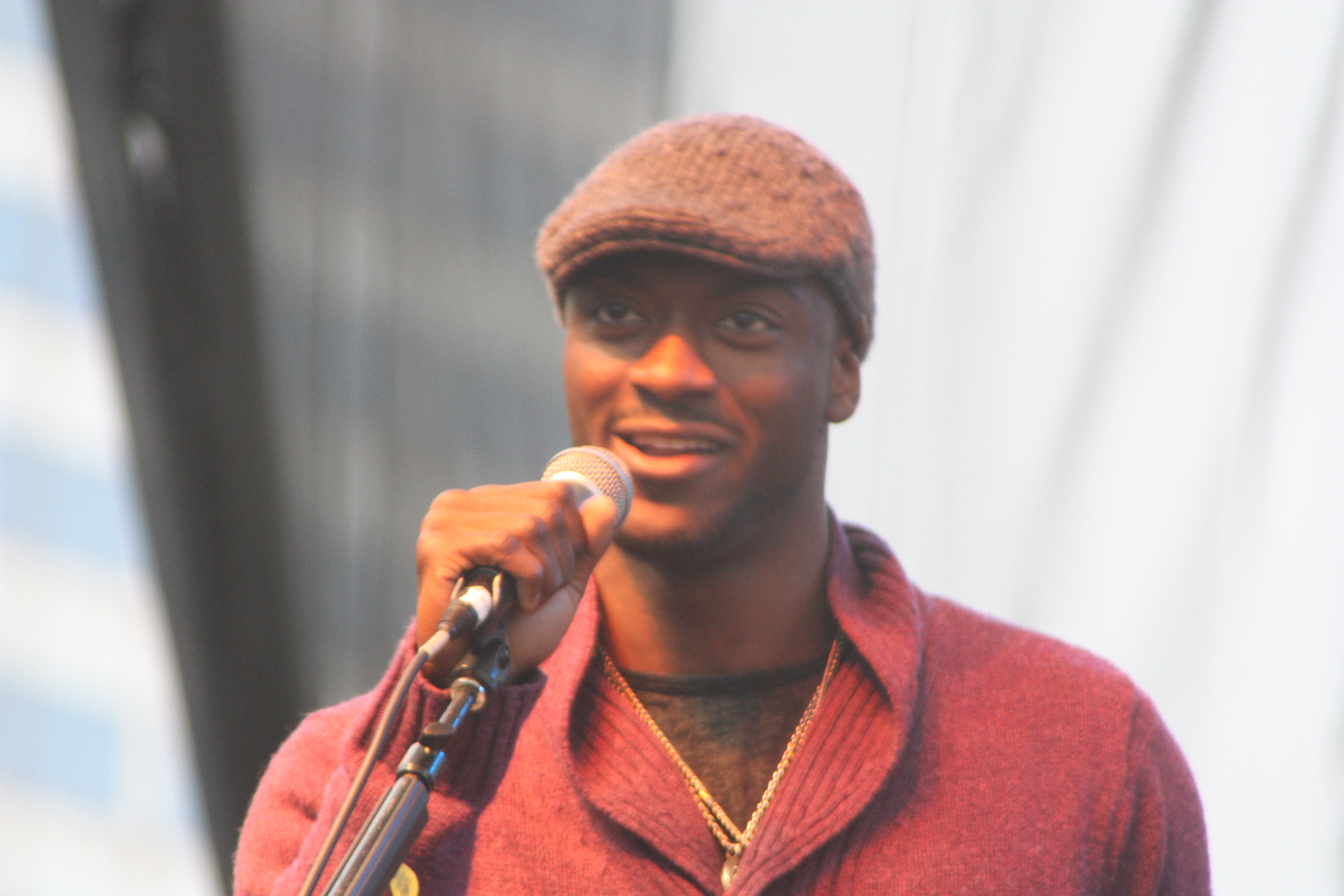
2011年

『レバレッジ 〜詐欺師たちの流儀』ではお調子者で機械オタクのハッカー、アレック・ハーディソンを演じ、2009年のサターン助演男優賞にノミネートされた。
JAY-Zのミュージック・ビデオ『Legacy』、ビデオゲーム『NBA 2K19』にも参加。
2016年の『ドリーム』ではジャネール・モネイ演じる妻メアリーが傷つくのを心配するが故に彼女の行動を諌めるも、最後は彼女を認め背を押す公民権活動家の夫レヴィを演じ、同年の全米映画俳優組合賞のキャスト賞受賞の一端を担う。2018年の『ブライアン・バンクス』では冤罪で収監されたブライアン・バンクスを演じ、本人と共に役作りとトレーニングを行なった。
2016年のドラマ『Underground』、2019年の『クレメンシー』、ドラマ『CITY ON A HILL/罪におぼれた街』、2020年の『透明人間』等、差別・死刑制度・DVなど社会が抱える歪みや問題を映し出す作品にも多く出演し、2020年の『あの夜、マイアミで』では若き日のジム・ブラウンを演じている。
2020年7月のヴァリエティ誌が主催した若手俳優陣の対談インタビューにて、作品製作に参加し協力したにもかかわらず、肌の色や出自が違うという理由だけでクレジットに名が残されないスタッフ達が存在することなど長年続くハリウッドの問題点を指摘し、対談に参加した俳優達と共に改善を改めて訴え、反響を呼んだ（ハリウッドにおけるスタッフ雇用についての偏りおよび名が残されない問題は長年指摘され続けていた問題でもあり、彼を含めた世界各国・多方面からの改善要望を受け、同年9月に映画芸術科学アカデミーがアカデミー賞の作品賞に対し新たな選考基準を発表している）。なお彼自身は率先して、SNSにプロが携わった写真を掲載する際には関わったスタッフ達の名を全員記載し紹介している。

## フィルモグラフィ
※役名の太字表記は主演。

### 映画
| 年   | 題名                                                           | 役名                                  | 吹き替え                                                                                    |
| ---- | -------------------------------------------------------------- | ------------------------------------- | ------------------------------------------------------------------------------------------- |
| 1995 | ダイ・ハード3 Die Hard: With a Vengeance                       | レイモンド                            | 亀井芳子（ソフト版） 伊倉一恵（フジテレビ版） 渡辺久美子（テレビ朝日版） TBA （機内上映版） |
| 1996 | マンハッタン花物語 Bed of Roses                                | プリンス                              | TBA                                                                                         |
| 2000 | ビッグ・ママス・ハウス Big Momma's House                       | バスケをする少年                      | 青木誠                                                                                      |
| 2004 | レディ・キラーズ The Ladykillers                               | ドーナッツ屋を襲撃するギャング        | TBA                                                                                         |
| 2005 | The Tenants                                                    | サム・クレメンス                      | N/A                                                                                         |
| 2005 | Little Athens                                                  | ピット                                | N/A                                                                                         |
| 2005 | Edmond                                                         | リーフレター                          | N/A                                                                                         |
| 2006 | アメリカン・ドリームズ American Dreamz                         | チャック                              | TBA                                                                                         |
| 2007 | Equal Opportunity                                              | レロイ・ウィリアムズ・ジョーンズ・3世 | N/A                                                                                         |
| 2009 | レッド・サンズ 呪われた兵士たち Red Sands                      | トレヴァー・アンダーソン              | 三宅健太                                                                                    |
| 2013 | ザ・イースト The East                                          | サムズ                                | TBA                                                                                         |
| 2013 | ダイ・ハード/ラスト・デイ A Good Day to Die Hard               | フォクシー                            | 斉藤次郎                                                                                    |
| 2015 | ストレイト・アウタ・コンプトン Straight Outta Compton          | MC Ren                                | 楠大典                                                                                      |
| 2016 | ジャック・リーチャー NEVER GO BACK Jack Reacher: Never Go Back | アンソニー・エスピン大尉              | 三宅健太                                                                                    |
| 2016 | ドリーム Hidden figures                                        | レヴィ・ジャクソン                    | 杉村憲司                                                                                    |
| 2018 | ブライアン・バンクス（原題） Brian Banks                       | ブライアン・バンクス                  | （吹き替え版なし）                                                                          |
| 2019 | クレメンシー clemency                                          | アンソニー・ウッズ                    | （吹き替え版なし）                                                                          |
| 2019 | ハート・オブ・マン What Men Want                               | ウィル                                | 辻井健吾                                                                                    |
| 2020 | 透明人間 The Invisible Man                                     | ジェームス・レイニア                  | 辻井健吾                                                                                    |
| 2020 | マジックに魅せられて Magic Camp                                | デヴィン・モーセス（テオの父親）      | 俊藤光利                                                                                    |
| 2020 | あの夜、マイアミで One Night in Miami                          | ジム・ブラウン                        | 杉村憲司                                                                                    |
| 2021 | バースデーケーキ: 血の粛清 The Birthday Cake                   | イーグル                              | 小野寺悠貴                                                                                  |
| 2022 | ブラックアダム Black Adam                                      | カーター・ホール / ホークマン         | 杉村憲司                                                                                    |

### テレビ
| 放映年     | 題名                                                         | 役名                                                            | 備考                                                                                    | 吹替     |
| ---------- | ------------------------------------------------------------ | --------------------------------------------------------------- | --------------------------------------------------------------------------------------- | -------- |
| 1998       | NYPD BLUE 〜ニューヨーク市警15分署 NYPD Blue                 | エディ                                                          | 第5シーズン第13話「Weaver of Hate」                                                     |          |
| 1999       | バフィー 〜恋する十字架〜 Buffy the Vampire Slayer           | マスクをした少年                                                | 第4シーズン第4話「現実となった恐怖」                                                    |          |
| 1999-2000  | Pacific Blue                                                 | マウリス・レイモンド                                            | 第4シーズン16話「Juvies」                                                               | N/A      |
| 1999, 2003 | ER緊急救命室 ER                                              | ブラッド・レンオレ 若い男（役名なし） （異なる役で2エピソード） | 第5シーズン第6話「共にいつまでも」 第10シーズン第2話「失われた友を求めて」              |          |
| 2000       | City of Angels                                               | マーカス・ホール                                                | 第2シーズン第1話「Leg Erie」 第2シーズン第話「SWAT's Happening」                        | N/A      |
| 2001, 2008 | CSI:科学捜査班 CSI: Crime Scene Investigation                | トニー・ソープ                                                  | 第1シーズン第16話「氏名不詳の女 ジェーン・ドゥ」 第9シーズン第2話「ここにはいられない」 |          |
| 2002       | ボストン・パブリック Boston Public                           | アンドレ                                                        | 第2シーズン第15話「Chapter Thirty-Seven」                                               |          |
| 2002       | チャームド〜魔女3姉妹 Charmed                                | トレイ                                                          | 第4シーズン第88話「魔界の女王フィービー」                                               |          |
| 2003       | コールドケース 迷宮事件簿 Cold Case                          | メイソン・タッカー（1973年）                                    | 第1シーズン第5話「ランナー」                                                            |          |
| 2006       | NUMBERS 天才数学者の事件ファイル Numb3rs                     | トラヴィス・グラント                                            | 第2シーズン第12話「報復の連鎖」                                                         |          |
| 2006       | BONES Bones                                                  | ジミー                                                          | 第1シーズン第21話「英雄の秘密」                                                         |          |
| 2006-2007  | Friday Night Lights                                          | レイ・タタム                                                    | 6エピソードに出演                                                                       | N/A      |
| 2007       | スーパーナチュラル Supernatural                              | ジェイク・トーリー                                              | 第2シーズン第21話・第22話「選ばれし者達」                                               |          |
| 2008-2012  | レバレッジ 〜詐欺師たちの流儀 Leverage                       | アレック・ハーディソン                                          | メインキャスト 77エピソードに出演                                                       | 杉村憲司 |
| 2009       | キャッスル 〜ミステリー作家は事件がお好き Castle             | アジ                                                            | 第1シーズン第6話「キャッスルの弱点」                                                    |          |
| 2010       | プライベート・プラクティス 迷えるオトナたち Private Practice | エサウ                                                          | 第3シーズン第16話「ぬくもりのある場所」                                                 |          |
| 2011       | CSI:マイアミ CSI: Miami                                      | アイザイア・スタイルズ                                          | 第10シーズン第7話「捨て身のギャンブラー」                                               | 中川慶一 |
| 2014       | ウォーキング・デッド The Walking Dead                        | マイク                                                          | 第4シーズン第9話「そして、独りに」                                                      |          |
| 2014       | TURN                                                         | ジョーダン                                                      | 17エピソードに出演                                                                      | N/A      |
| 2016-2017  | Underground                                                  | ノア                                                            | メインキャスト 20エピソードに出演                                                       | N/A      |
| 2017       | THE BLACKLIST/ブラックリスト The Blacklist                   | マリオ・ディクソン                                              | 第4シーズン第21話・22話「Mr.キャプラン」                                                | 奈良徹   |
| 2017       | ブラック・ミラー Black Mirror                                | ジャック                                                        | 第4シーズン第6話「ブラック・ミュージアム」                                              | 勝杏里   |
| 2018       | スタートレック:Short Treks Star Trek: Short Treks            | クラフト                                                        | 第2話「宇宙の恋人」                                                                     |          |
| 2019-2022  | CITY ON A HILL/罪におぼれた街 City On A Hill                 | デコーシー・ワード                                              | メインキャスト                                                                          | 安元洋貴 |
| 2021       | レバレッジ 詐欺師たちの償い Leverage: Redemption             | アレック・ハーディソン                                          |                                                                                         | N/A      |
| 2024-      | アレックス・クロス 〜狙われた刑事〜 Cross                    | アレックス・クロス                                              | メインキャスト 主演兼制作                                                               | 宮内敦士 |

## 受賞とノミネート
『ドリーム』
- 全米映画俳優組合賞キャスト賞授賞

『クレメンシー』
- ゴッサム・インディペンデント映画賞主演男優賞ノミネート
- シアトル国際映画祭主演男優賞

『あの夜、マイアミで』
- インディペンデント・スピリット賞ロバート・アルトマン賞授賞
- NAACPイメージ・アワード助演男優賞ノミネート